# Lacroix-Barrez
Lacroix-Barrez település Franciaországban, Aveyron megyében. Lakosainak száma 531 fő (2022. január 1.). Lacroix-Barrez Brommat, Montézic, Murols, Saint-Hippolyte, Saint-Symphorien-de-Thénières és Taussac községekkel határos.

## Népesség
A település népességének változása:
| Lakosok száma | 662  | 632  | 574  | 527  | 464  | 489  | 506  | 522  | 525  | 531  |
|               | 1968 | 1982 | 1990 | 2006 | 2013 | 2015 | 2017 | 2019 | 2020 | 2022 |